# Даниел Тани
Даниел Мичио Тани (на английски: Daniel Michio Tani) е американски инженер и астронавт на НАСА, участник в два космически полета и Експедиция 16 на МКС.

## Образование
Даниел Тани завършва колежа Glenbard East High School в Ломбард, Илинойс през 1979 г. През 1984 г. получава бакалавърска степен, а през 1988 г. става магистър по инженерна механика в Масачузетски технологичен институт, Кеймбридж, Масачузетс. Владее перфектно писмено и говоримо руски език, тъй като преминава пълен курс на обучение в Звездното градче край Москва, Русия.

## Служба в НАСА
Даниел Тани е избран за астронавт от НАСА на 1 май 1996 г., Астронавтска група №16. През 1998 г. завършва курса на обучение и получава квалификация „специалист на мисията“. Първото си назначение получава в поддържащия екипаж на Експедиция 2 на МКС. По-късно е включен като бордови инженер в дублиращия екипаж на Союз ТМА-6. Взема участие в два космически полета и дълговременен престой в космоса (около 120 денонощия) по време на Експедиция 16 на МКС. Има в актива си шест космически разходки с обща продължителност 39 часа и 11 минути – двадесет и четвърто постижение към 2012 г.

### Космически полети
| Космически полети на Даниел Мичио Тани                    | Космически полети на Даниел Мичио Тани | Космически полети на Даниел Мичио Тани           | Космически полети на Даниел Мичио Тани | Космически полети на Даниел Мичио Тани                  | Космически полети на Даниел Мичио Тани | Космически полети на Даниел Мичио Тани |
| №                                                         | Дата                                   | КК                                               | Емблема на мисията                     | Функции                                                 | Продължителност                        |                                        |
| --------------------------------------------------------- | -------------------------------------- | ------------------------------------------------ | -------------------------------------- | ------------------------------------------------------- | -------------------------------------- | -------------------------------------- |
| 1                                                         | 5 декември 2001                        | „Индевър“, мисия STS-108                         |                                        | Специалист на мисията                                   | 11 денонощия 19 часа 36 мин. 45 сек.   |                                        |
| 2                                                         | 23 октомври 2007                       | „Дискавъри“, мисия STS-120, Експедиция 16 на МКС |                                        | Специалист на мисията, Бордови инженер на Експедиция 16 | 119 денонощия 23 часа 18 мин.          |                                        |
|                                                           | 20 февруари 2008                       | „Атлантис“, мисия STS-122                        |                                        | Специалист на мисията                                   | Приземяване с мисия STS-122            |                                        |
| Сумарно време в космоса – 131 денонощия 18 часа 05 минути |                                        |                                                  |                                        |                                                         |                                        |                                        |

## Награди
- Медал за заслуги в усвояването на космоса на Руската Федерация (12 април 2011 г.).